# 민락초등학교 (부산)
민락초등학교(民樂初等學校)는 대한민국 부산광역시 수영구에 있는 공립 초등학교이다.

## 학교 연혁
- 1977년 9월 13일: 개교

## 참고 문헌
- 민락초등학교 - 한국교육학술정보원 학교알리미

## 같이 보기
- 민락초등학교 축구단